# Karang Mukti
Karang Mukti is een bestuurslaag in het regentschap Musi Banyuasin van de provincie Zuid-Sumatra, Indonesië. Karang Mukti telt 1920 inwoners (volkstelling 2010).